# Notre-Dame-de-Livaye
Pour les articles homonymes, voir Notre-Dame.
Ne doit pas être confondu avec Notre-Dame-de-Livoye.
Notre-Dame-de-Livaye est une commune française, située dans le département du Calvados en région Normandie, peuplée de 107 habitants.

## Géographie

### Hydrographie
La commune est située dans le bassin Seine-Normandie. Elle est drainée par l'Algot, un bras de l'Algot, le cours d'eau 01 du Lieu de la Mare, le fossé 02 de Langluinière et le fossé 04 de la Planche,,.
L'Algot, d'une longueur de 13 km, prend sa source dans la commune de La Boissière et se jette  dans la Vie à Belle Vie en Auge, après avoir traversé sept communes. 

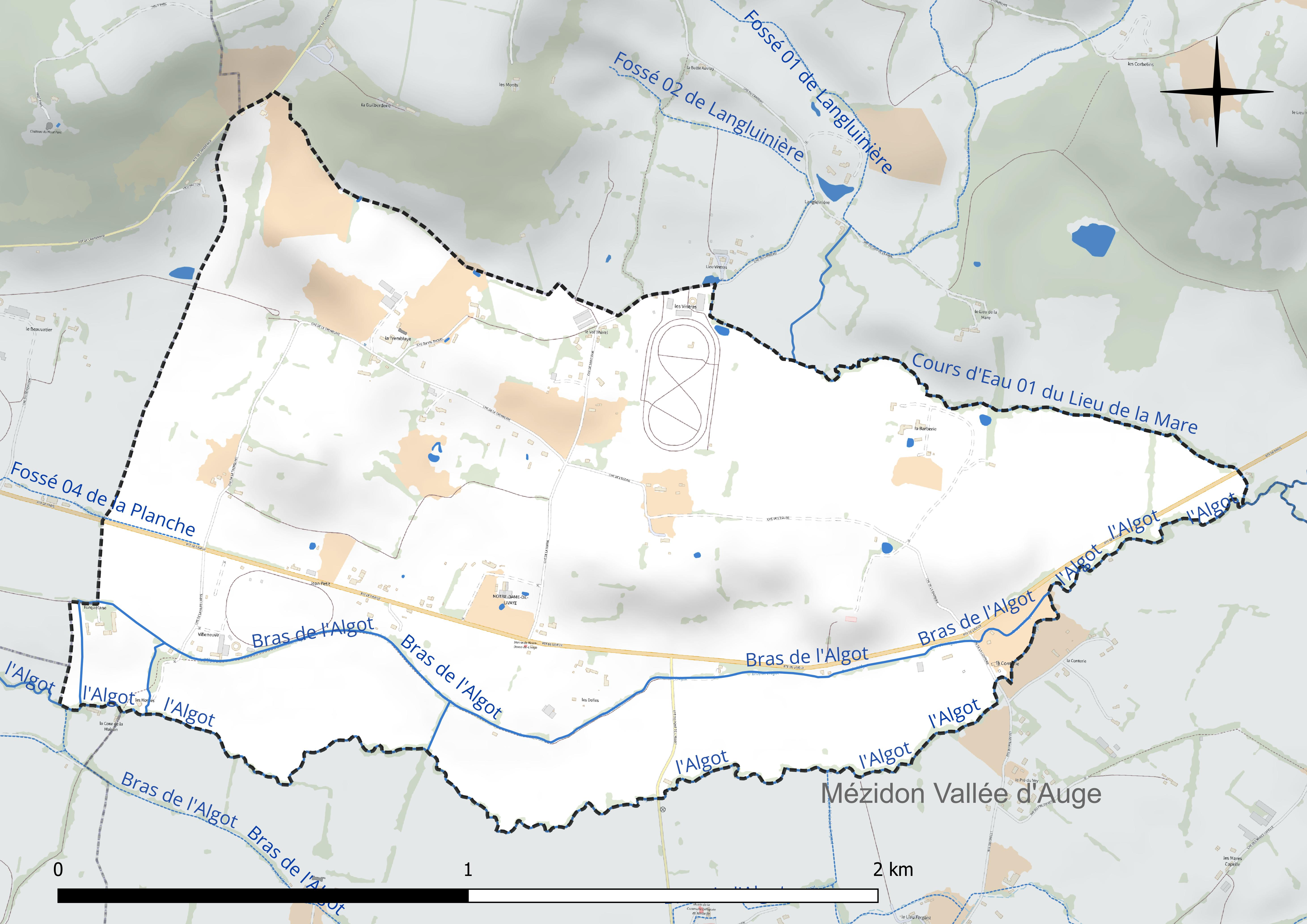
Réseau hydrographique de Notre-Dame-de-Livaye.

### Climat
Pour des articles plus généraux, voir Climat de la Normandie et Climat du Calvados.
En 2010, le climat de la commune est de type climat océanique altéré, selon une étude du CNRS s'appuyant sur une série de données couvrant la période 1971-2000. En 2020, Météo-France publie une typologie des climats de la France métropolitaine dans laquelle la commune est exposée à un climat océanique et est dans la région climatique  Normandie (Cotentin, Orne), caractérisée par une pluviométrie relativement élevée (850 mm/a) et un été frais (15,5 °C) et venté. Parallèlement le GIEC normand, un groupe régional d'experts sur le climat, différencie quant à lui, dans une étude de 2020, trois grands types de climats pour la région Normandie, nuancés à une échelle plus fine par les facteurs géographiques locaux. La commune est, selon ce zonage, exposée à un « climat des plateaux abrités », correspondant à la plaine agricole de Caen à Falaise, sous le vent des collines de Normandie et proche de la mer, se caractérisant par une pluviométrie et des contraintes thermiques modérées.
Pour la période 1971-2000, la température annuelle moyenne est de 10,8 °C, avec  une amplitude thermique annuelle de 12,5 °C. Le cumul annuel moyen de précipitations est de 715 mm, avec 12,6 jours de précipitations en janvier et 8,2 jours en juillet. Pour la période 1991-2020, la température moyenne annuelle observée sur la station météorologique la plus proche, située sur la commune de Mézidon Vallée d'Auge à 9 km à vol d'oiseau, est de 11,2 °C et le cumul annuel moyen de précipitations est de 782,5 mm,. Pour l'avenir, les paramètres climatiques de la commune estimés pour 2050 selon différents scénarios d'émission de gaz à effet de serre sont consultables sur un site dédié publié par Météo-France en novembre 2022.

## Urbanisme

### Typologie
Au 1er janvier 2024, Notre-Dame-de-Livaye est catégorisée commune rurale à habitat dispersé, selon la nouvelle grille communale de densité à 7 niveaux définie par l'Insee en 2022.
Elle est située hors unité urbaine. Par ailleurs la commune fait partie de l'aire d'attraction de Lisieux, dont elle est une commune de la couronne,. Cette aire, qui regroupe 57 communes, est catégorisée dans les aires de 50 000 à moins de 200 000 habitants,.

### Occupation des sols
L'occupation des sols de la commune, telle qu'elle ressort de la base de données européenne d'occupation biophysique des sols Corine Land Cover (CLC), est marquée par l'importance des territoires agricoles (100 % en 2018), une proportion identique à celle de 1990 (100 %). La répartition détaillée en 2018 est la suivante : 
prairies (72,8 %), terres arables (27,2 %). L'évolution de l'occupation des sols de la commune et de ses infrastructures peut être observée sur les différentes représentations cartographiques du territoire : la carte de Cassini (XVIIIe siècle), la carte d'état-major (1820-1866) et les cartes ou photos aériennes de l'IGN pour la période actuelle (1950 à aujourd'hui).

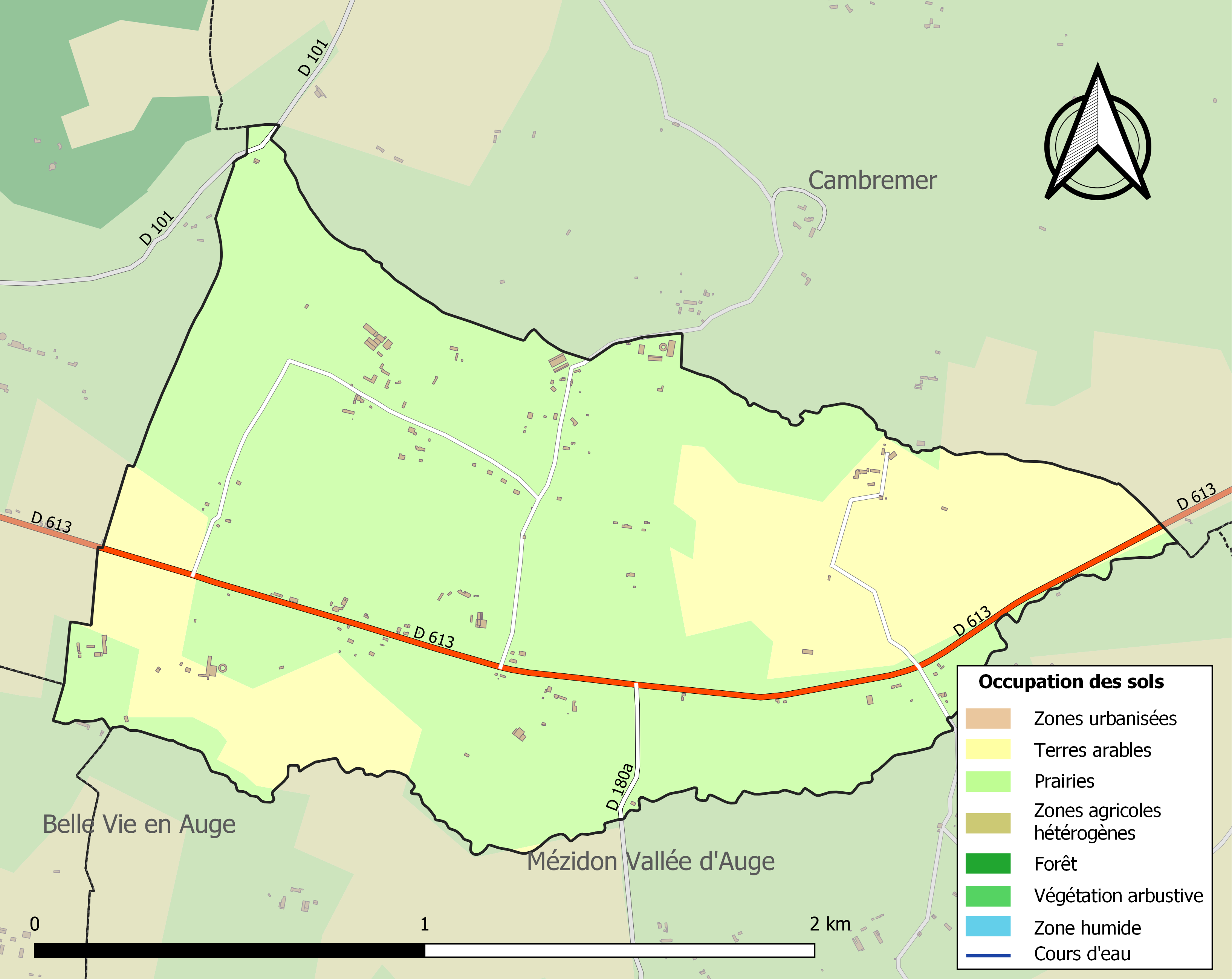
Carte des infrastructures et de l'occupation des sols de la commune en 2018 (CLC).

## Toponymie
Le nom de la localité est attesté sous les formes ecclesia de Liveya au XIVe siècle, Livaye en 1793.
Notre-Dame : (le vocable désigne la Vierge Marie), il apparaît dans une toponymie importante ainsi que dans de nombreux édifices religieux — cathédrales, basiliques, collégiales, églises, chapelles, abbayes, etc. —, ainsi que dans le nom de diverses écoles ou universités. Dans les régions francophones, elle tend à remplacer le Sainte-Marie à partir du XIIIe siècle.
Fausse graphie pour L'Ivaye, du gaulois ivos du latin ivu (if), « lieu où poussent des ifs », l'« ivaie », avec agglutination de l'article défini.

## Politique et administration
| Période                                  | Période   | Identité        | Étiquette | Qualité     |
| ---------------------------------------- | --------- | --------------- | --------- | ----------- |
| mars 1994                                | mars 2001 | Jean Scelles    | SE        | Retraité    |
| mars 2001                                | En cours  | Germain Lambert | SE        | Agriculteur |
| Les données manquantes sont à compléter. |           |                 |           |             |

## Démographie
L'évolution du nombre d'habitants est connue à travers les recensements de la population effectués dans la commune depuis 1793. Pour les communes de moins de 10 000 habitants, une enquête de recensement portant sur toute la population est réalisée tous les cinq ans, les populations de référence des années intermédiaires étant quant à elles estimées par interpolation ou extrapolation. Pour la commune, le premier recensement exhaustif entrant dans le cadre du nouveau dispositif a été réalisé en 2008.
En 2022, la commune comptait 107 habitants, en évolution de −11,57 % par rapport à 2016 (Calvados : +1,58 %, France hors Mayotte : +2,11 %).
| 1793 | 1800 | 1806 | 1821 | 1831 | 1836 | 1841 | 1846 | 1851 |
| ---- | ---- | ---- | ---- | ---- | ---- | ---- | ---- | ---- |
| 173  | 185  | 166  | 162  | 174  | 150  | 169  | 165  | 145  |

| 1856 | 1861 | 1866 | 1872 | 1876 | 1881 | 1886 | 1891 | 1896 |
| ---- | ---- | ---- | ---- | ---- | ---- | ---- | ---- | ---- |
| 139  | 145  | 148  | 156  | 143  | 126  | 144  | 111  | 114  |

| 1901 | 1906 | 1911 | 1921 | 1926 | 1931 | 1936 | 1946 | 1954 |
| ---- | ---- | ---- | ---- | ---- | ---- | ---- | ---- | ---- |
| 138  | 99   | 93   | 88   | 99   | 109  | 108  | 104  | 95   |

| 1962 | 1968 | 1975 | 1982 | 1990 | 1999 | 2006 | 2008 | 2013 |
| ---- | ---- | ---- | ---- | ---- | ---- | ---- | ---- | ---- |
| 93   | 107  | 107  | 109  | 125  | 130  | 132  | 132  | 127  |

| 2018 | 2022 | - | - | - | - | - | - | - |
| ---- | ---- | - | - | - | - | - | - | - |
| 113  | 107  | - | - | - | - | - | - | - |

## Lieux et monuments
- Église Notre-Dame de Notre-Dame-de-Livaye.

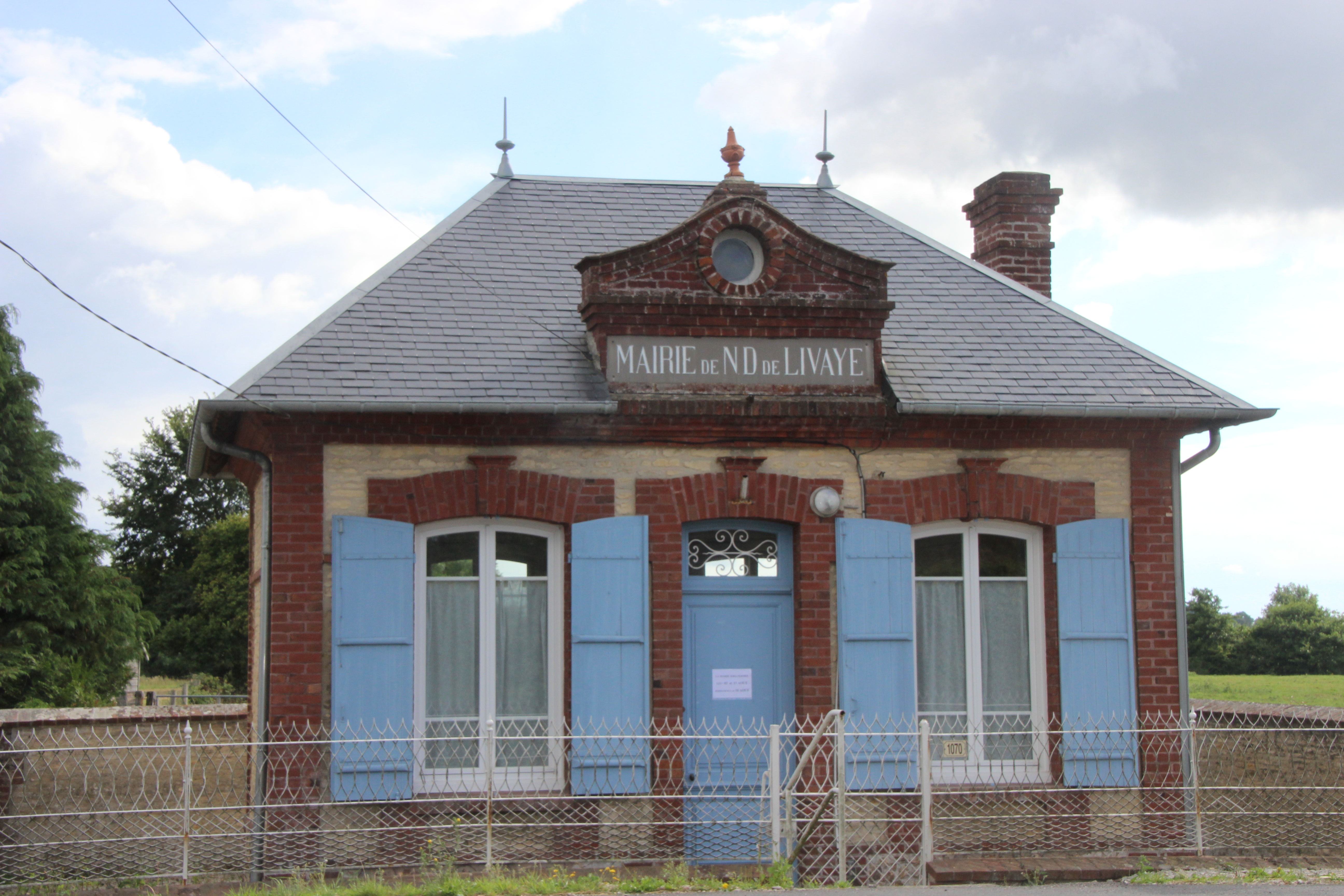
La mairie.